# Зырин, Михаил Иванович
Михаи́л Ива́нович Зы́рин (15 октября 1923, дер. Надорожный Липовик, Вологодская губерния — 18 июня 2005, Минск) — генерал-майор МВД СССР, кандидат юридических наук.

## Биография

Могила Зырина на Восточном кладбище Минска.

Михаил Зырин родился 15 октября 1923 года в деревне Надорожный Липовик (ныне — Грязовецкого района Вологодской области). Участвовал в боях Великой Отечественной войны в составе 3-й ударной армии. В 1943 году после тяжелого ранения и демобилизации из действующей армии Зырин перешёл на службу в органы государственной безопасности, а в 1954 году, по окончании Минского юридического института, — в органы внутренних дел.
В 1963 году Зырин стал начальником следственного управления Министерства внутренних дел Белорусской ССР, в 1969 году — начальником Управления внутренних дел Витебского облисполкома. В 1970 году ему было присвоено звание комиссара (генерал-майора) милиции. С 1976 по 1987 годы он руководил Минской высшей школой МВД СССР, которая несколько лет подряд признавалась лучшей в стране. Защитил кандидатскую диссертацию.
Умер 18 июня 2005 года, похоронен на Восточном кладбище Минска.
Был награждён орденом Отечественной войны 1-й степени, двумя орденами Трудового Красного Знамени, орденами Красной Звезды и «Знак Почета», рядом медалей, в том числе иностранных государств, а также двумя Почётным грамотами Верховного Совета Белорусской ССР.